# Kalocsai repülőtér
A Kalocsai repülőtér a várostól 4 kilométerre, Foktő, Uszód és Kalocsa közt fekszik. Kezdetben katonai repülőtérként üzemelt, a rendszerváltás óta polgári célra használják. Rendszeresen szerveznek repülőnapokat, időnként pedig gyorsulási versenyeket is.

## További adatok
- Csak nappali VFR repülés folytatható
- Területe: 451 hektár[2]
- Magasság: 91 méter (299 láb)
- Hívójel: Kalocsa START
- Frekvencia: 135,39 MHz

## Története
1951-ben nyitották meg katonai repülőtérként, 1956-tól kezdve pedig szovjet csapatok állomásoztak itt. A 30. légi hadsereg 257. vadászrepülő hadosztályának alárendeltségébe tartozó, MiG–17-es vadászrepülőgépekkel felszerelt 14. vadászrepülő gárdaezred 1957 augusztusában az észtországi Haapsalui repülőtérről települt Kalocsára, ahol a 36. légi hadsereg szervezetébe került. Az egység 1960-ig állomásozott Kalocsán, utána Kiskunlacházára, majd Tökölre települt. Az ezredet 1959-ben MiG–21, 1979-ben MiG–23, majd 1986-ban MiG–29 vadászrepülőgépekre fegyverezték át. A szovjet csapatok kivonása után Oroszország Tambovi területére települt
1970-ben települt Kalocsára az addig Umanyban állomásozó, Mi–4 helikopterekkel felszerelt 396. önálló helikopteres gárdaezred (1961-es átfegyverzéséig 111. vadászbombázó gárdaezred). Az ezredet röviddel a szovjet csapatok kivonása után feloszlatták. Addig Türkmenisztánban állomásozott.
A szovjet csapatok kivonása 1990. március hónapban kezdődött meg.
A katonai bázis jelenléte miatt a polgári repülés tiltott volt. A Magyar Honvédelmi Szövetség (MHSZ) támogatásával az 1960-as évek elején megindulhatott a nem katonai jellegű repülés is. Ennek eredményeképpen 1966-ban már civil ejtőernyős bemutatót is tartottak, amikor szovjet helikopterekből ugrottak ki az MHSZ ejtőernyősei.
A katonai jelenlétet a közelben fekvő Paksi Atomerőmű is indokolja, védelme nemzetbiztonsági szempontból is fontos. Az atomerőmű légtere ma is tiltott terület a polgári repülés számára.
Bár a Szovjet Hadsereg barakkokat és lakóblokkokat is építtetett a repülőtér mellé, de 1990-ben a szovjet csapatok távozása után komoly kerozinszennyezést találtak, melytől mindenképpen meg kell tisztítani a területet. A Budapesti Világkiállítás (Expo '96) nagy reményekkel kecsegtette a repülőtér fejlesztőit, de amikor kiderült, hogy elmarad, újra lezárták, és az időjárás viszontagságainak kitett repülőtéri épületek állaga folyamatosan romlott.
A Kalocsai repülőtér is versenyben volt a nemzetközi IFOR erők lehetséges légikikötői között, de végül azok Kaposvár repülőtereit (Kaposújlak, Taszár) választották, feltehetően a határ közelsége miatt. 1995-ben a reptér megszüntetése is felmerült, mivel egy cég felszíni olajraktárat szeretett volna a helyére telepíteni, ez azonban a lakosság ellenkezése miatt meghiúsult.
Az Aeroport Kalocsa Repülő és Szabadidősport Egyesület 1995-ben alakult meg, melynek elsődleges feladata a repülőtér üzemeltetése, a helyi repülőklubok és ehhez kapcsolódó turisztikai feladatok koordinálása. 1996-ban az ÁPV Rt. vette kezelésébe a területet. 2004-ben ismét megkezdték a talajtisztító munkákat, ami a már régóta görgetett probléma kezelését jelenti.
A reptéren üzemelő-üzemeltető klubok az ACFK vagy Aeroclub Foktő-Kalocsa és az AeroportKalocsa..
A repülőtéren rendszeresen szerveznek repülőnapokat, különösen az ejtőernyőzés népszerű a város lakóinak körében. Kalocsa városa a repülőtér mellett jelenleg ipari parkot szeretne kialakítani.
A repülőtér 2007 után a 3 önkormányzat Foktő, Uszód, Kalocsa tulajdonába került.